# Magnesitbergwerk Tux

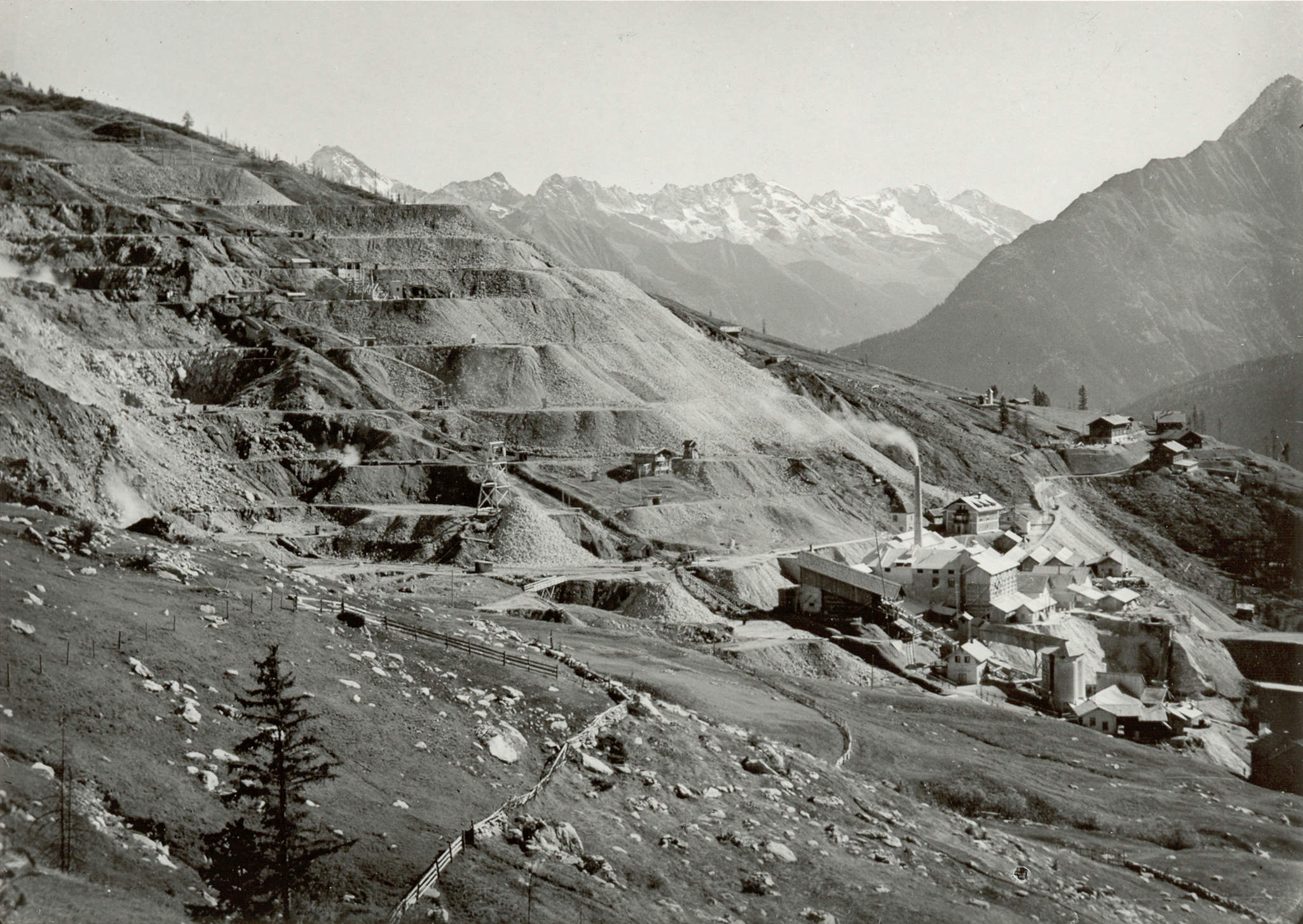
Das Bergwerk 1950

Das Magnesitbergwerk Tux war ein österreichisches Bergbaugebiet, in dem das Mineral Magnesit gewonnen wurde. Es war das höchstgelegene Magnesitabbaugebiet Europas und existierte von 1927 bis 1976. Das Bergwerk lag ein wenig nordwestlich des zur Gemeinde Tux gehörenden Ortes Vorderlanersbach, etwa 500 Höhenmeter oberhalb der Talsohle des Tuxertales.

## Geschichte
Die Errichtung des Magnesitbergwerkes Tux ging auf das Vorhandensein eines obertägig vorkommenden Magnesitlagers zurück, das 1910 von dem Innsbrucker Geologen Bruno Sander auf dem Flurgebiet Stockwiese entdeckt wurde. Bereits im folgenden Jahr erwarben die Veitscher Magnesitwerke die Abbauberechtigung vom Hosergut, zu dessen Bewirtschaftungsgebiet die Stockwiese damals gehört hatte.

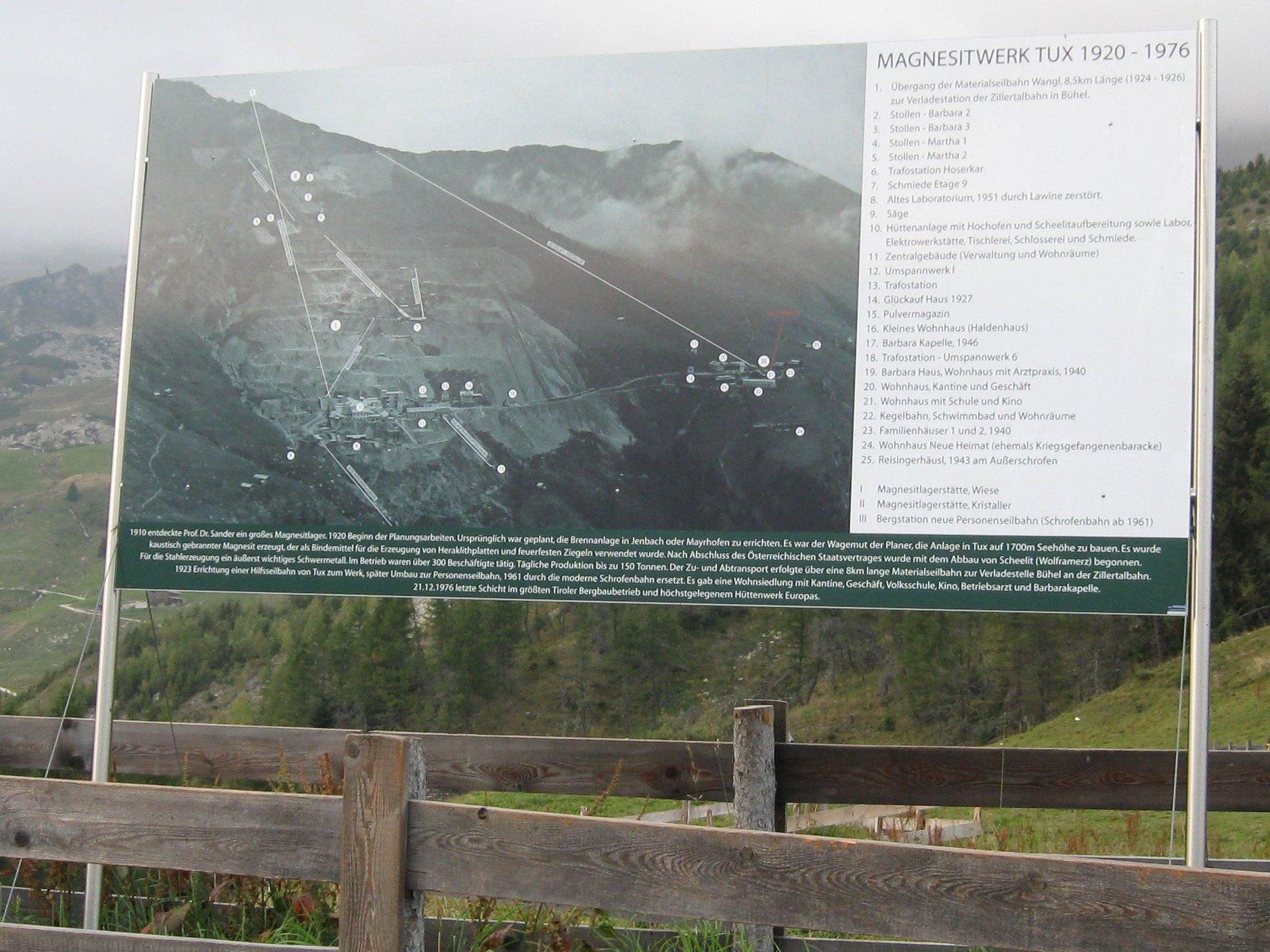
Die bei der Schrofenalm gelegene Informationstafel über das ehemalige Bergwerk

Die konkreten Planungsarbeiten für das Magnesitbergwerk Tux begannen allerdings erst 10 Jahre später und diese hatten zunächst vorgesehen, dass die zur Weiterverarbeitung des abgebauten Rohmaterials benötigte Brennanlage entweder in Jenbach oder aber in Mayrhofen aufgebaut werden sollte. Im weiteren Verlauf der Planungsarbeiten wurde jedoch entschieden, die Brennanlage in unmittelbarer Nähe der Förderstätte auf etwa 1700 Metern Höhe zu errichten.
Die Vorbereitungen zur Anlage der Bergwerksanlage begannen 1923 mit dem Aufbau einer Hilfsseilbahn, die von Vorderlanersbach zum Werksgelände hinaufführte. Diese Seilbahn wurde später zu einer Personalseilbahn umgebaut und im Jahr 1961 durch die modernere Schrofenbahn mit Kabinen für 24 Personen und einer Geschwindigkeit von 10 m/s ersetzt. Für den Abtransport des gewonnenen Magnesits war von 1924 bis 1926 eine 8,3 Kilometer lange Materialseilbahn errichtet worden, die über den Hoarberg nach Bühel, einem Ortsteil von Ramsau im Zillertal, zum Verladebahnhof an der Zillertalbahn verlief. Die Fahrtzeit von Tux nach Bühel betrug etwa eine Stunde.

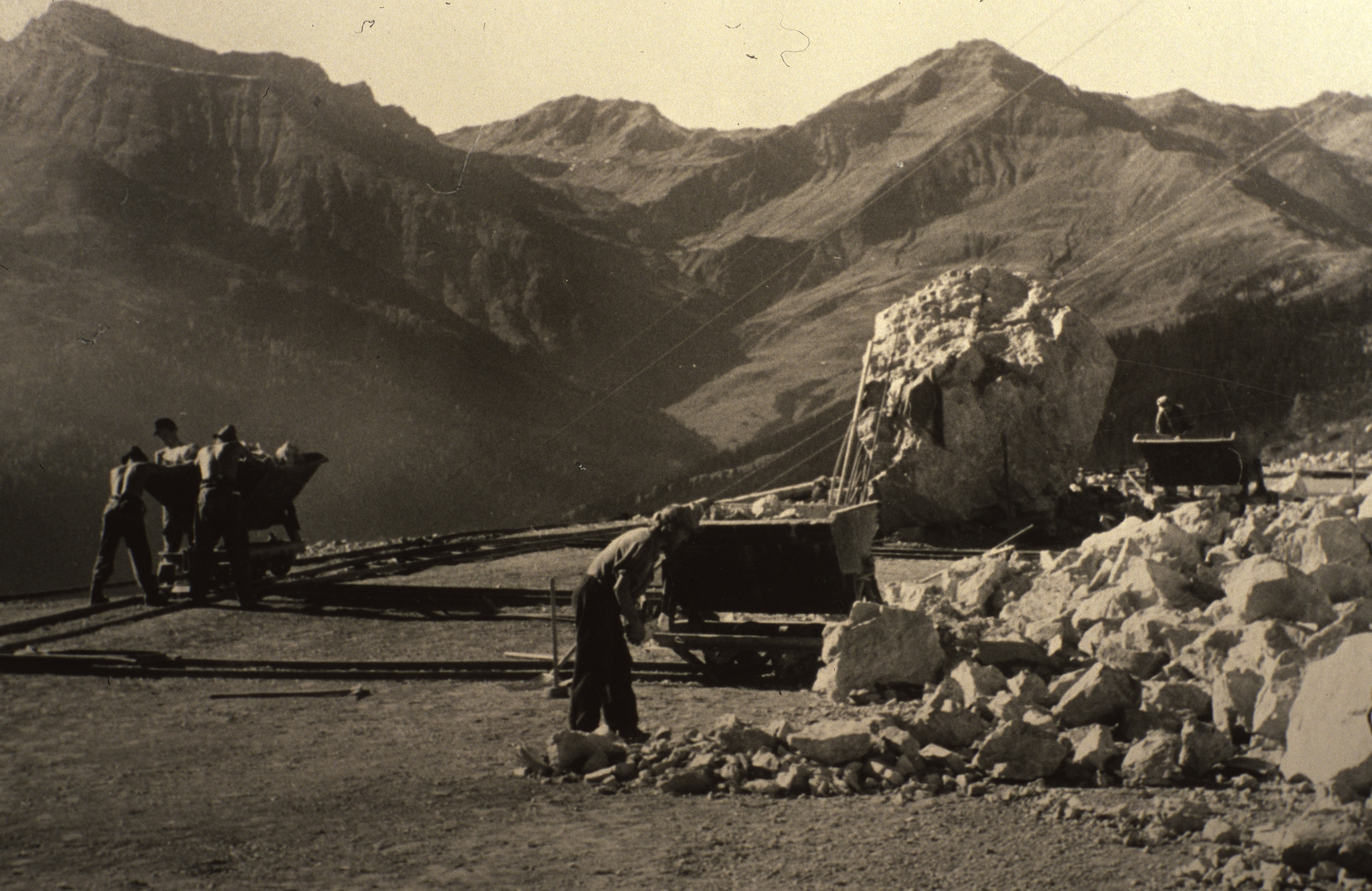
Anfänge des Magnesitbergbaus in Tux um 1930

Abbau und Verarbeitung des Magnesits begannen 1927, Betreiberfirma war die Alpenländische Bergbau- und Industrie AG. Es wurde ein kaustisch gebrannter Magnesit hergestellt, dessen tägliche Produktionsmenge sich auf bis zu 150 Tonnen belief. Das erzeugte Magnesitpulver (Kaustermagnesit) kam dann ab 1958 andernorts bei der Herstellung von Heraklithplatten, sowie feuerfesten Ziegeln zum Einsatz.
In den beiden ersten Jahrzehnten des Bergbaubetriebs wurde der Magnesit zunächst ausschließlich im Tagebau gewonnen. Als die Ergiebigkeit dieser Bauweise im Laufe der Zeit aber immer mehr zurückgegangen war, wurde ab etwa 1946/1947 damit begonnen, untertägige Erkundungsarbeiten durchzuführen. Nachdem sich dadurch der Abbau der unterirdischen Magnesitvorkommen als wirtschaftlich lohnend herausgestellt hatte, wurde bereits 1948 der Barbarastollen in Betrieb genommen. Damit begann die Ära des Stollenabbaus im Magnesitbergwerk Tux.
1948 übernahm die Österreichisch-Amerikanische Magnesit Aktiengesellschaft (ÖAMAG) den Betrieb des Bergwerks.
Nach dem Abschluss des 1955 unterzeichneten Österreichischen Staatsvertrages wurde zusätzlich zur Magnesitgewinnung auch noch der Abbau von Scheelit betrieben, einem Mineral, aus dem durch Weiterverarbeitung das für die Stahlerzeugung wichtige Schwermetall Wolfram gewonnen werden kann.
Zur Ausführung der direkt oder indirekt mit dem Produktionsprozess in Zusammenhang stehenden Tätigkeiten waren bis zu 400 Mitarbeiter auf dem Gelände des Bergwerks beschäftigt. Neben dem Bergbau waren diese auch in angegliederten Infrastrukturbetrieben tätig (Schlosserei, Schmiede, Elektrowerkstätte, Säge, Tischlerei, Laboratorium).
Für die Beschäftigten des Bergwerks und deren Familienangehörigen war etwa 500 Meter vom Werksgelände selbst entfernt eine eigene Werkssiedlung errichtet worden. Diese befand sich auf dem Gebiet der Schrofenalm und umfasste neben den Wohnungen auch diverse Versorgungseinrichtungen (Kantine, Lebensmittelladen, Arztpraxis, Volksschule) und Freizeitstätten (Kegelbahn, Schwimmbad, Kino).
Später wurde dann noch die im Oktober 1949 eingeweihte Barbarakapelle errichtet. Der Entwurf für diesen Bau geht auf die Pläne von Wilhelm Nicolaus bzw. Hubert Prachensky zurück, das Fresko über der Eingangstür stammt von Max Weiler.
Während des Zweiten Weltkrieges kam es auf dem Bergwerksgebiet auch zum Arbeitseinsatz von Kriegsgefangenen, diese wurden in der Werkssiedlung in einem separaten Gebäudetrakt untergebracht. Nach dem Ende des Krieges übernahm die in Radenthein ansässige Österreichisch-Amerikanische Magnesit AG (heute RHI AG) 1947 die Betriebsführung des Werkes.
Ein schwerer Unglücksfall ereignete sich am 20. Jänner 1951. Dabei wurden neun Bergwerksarbeiter getötet, als das alte Laboratorium durch einen Lawinenabgang zerstört wurde. Dieser Vorfall führte außerdem zu einem Betriebsstillstand von zwei Monaten.
Anfang der 1970er-Jahre verlief die Suche nach neuen Erzen immer öfter erfolglos und die sinkenden Wolframpreise gemeinsam mit der teuren Hochgebirgslage des Werks führten zu einem unrentablen Abbau. Im Jahr 1972 wurde die Schließung des Magnesitbergwerkes beschlossen und am 21. Dezember 1976 endete mit dem Ausfahren der letzten Schicht der Betrieb im Magnesitbergwerk Tux.

Historische Aufnahmen rund um das Magnesitbergwerk Tux
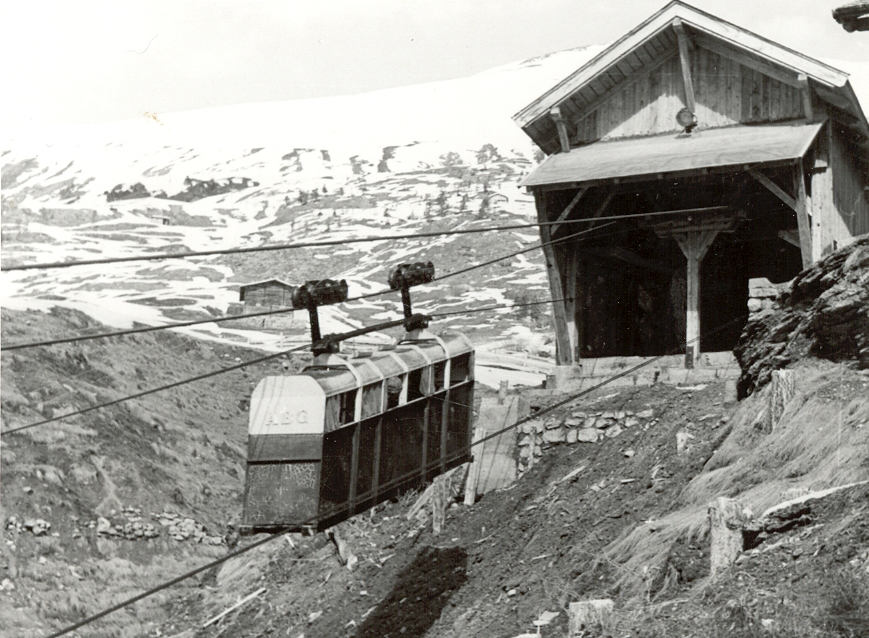
Personenseilbahn vor 1951
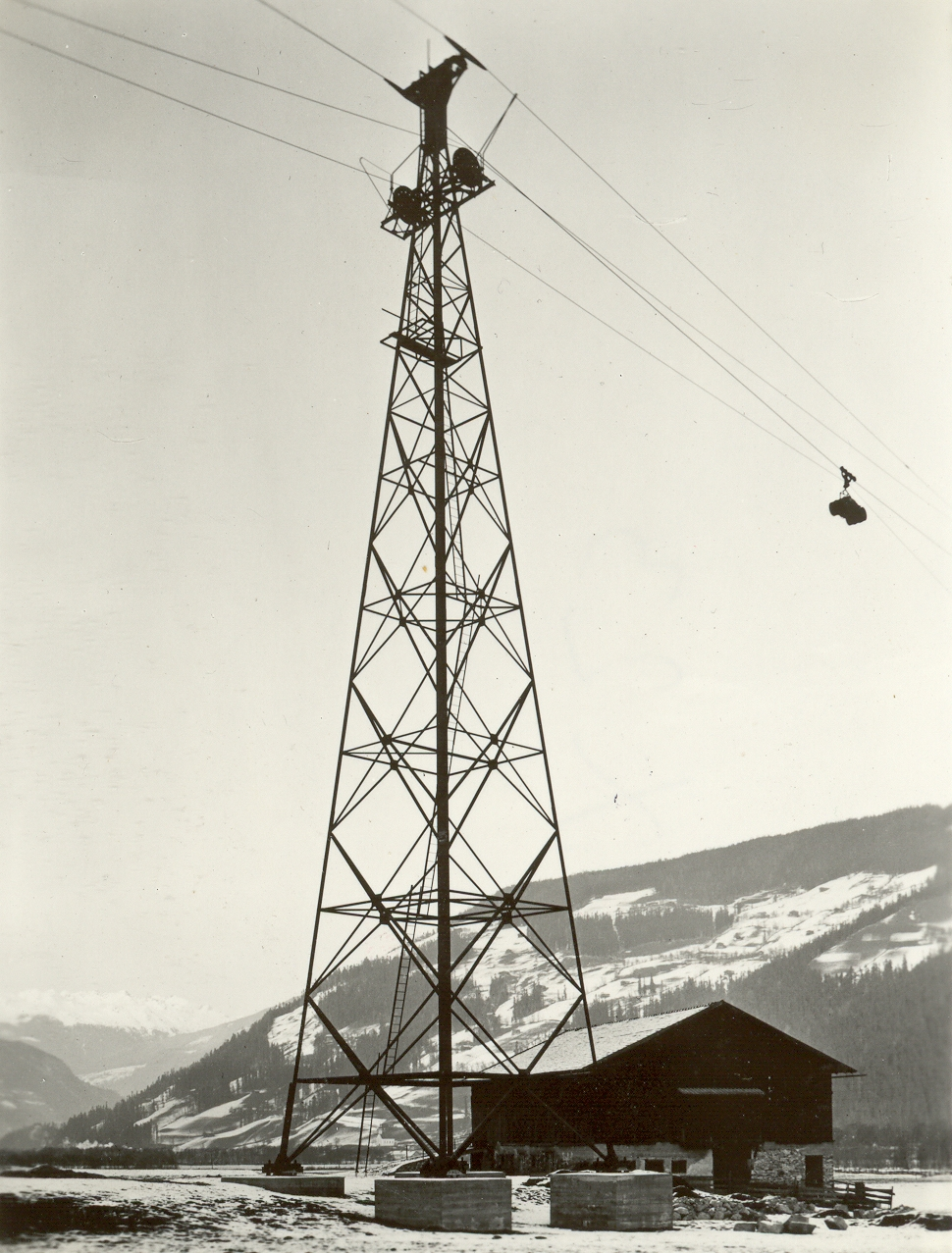
Die 42 Meter hohe, letzte Stütze der Personenseilbahn
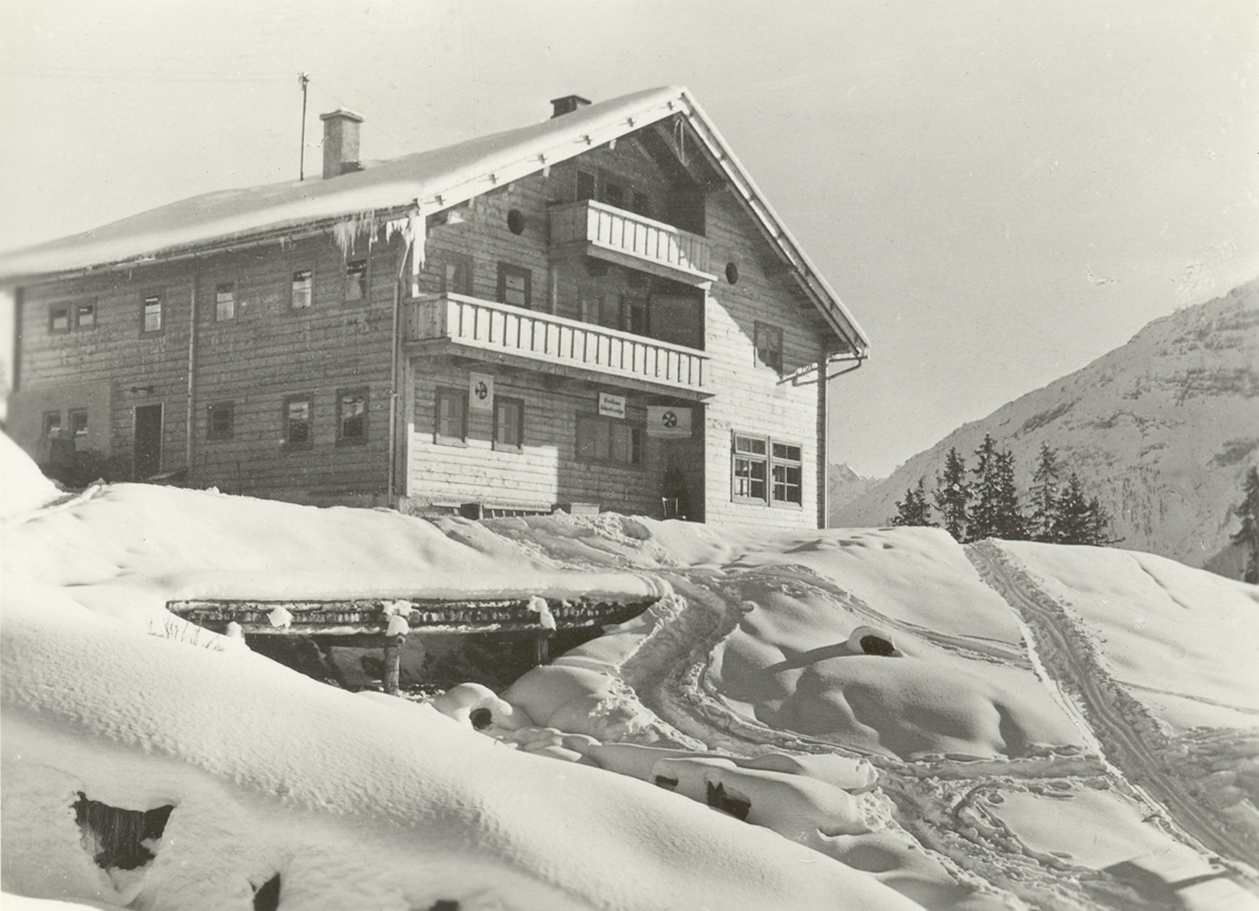
Teile der damaligen Werkssiedlung
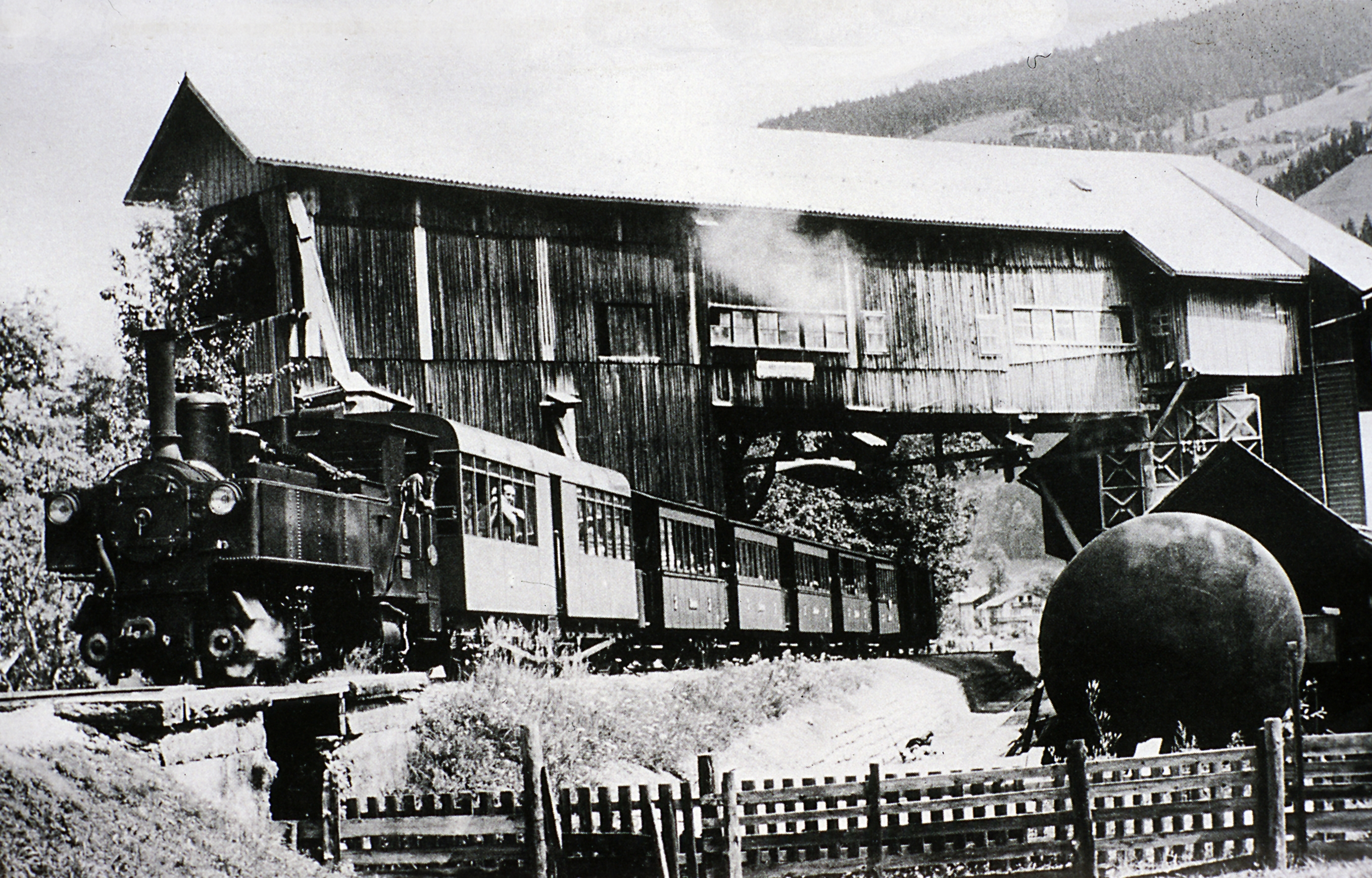
Zillertalbahn bei der Verladestation in Bühel
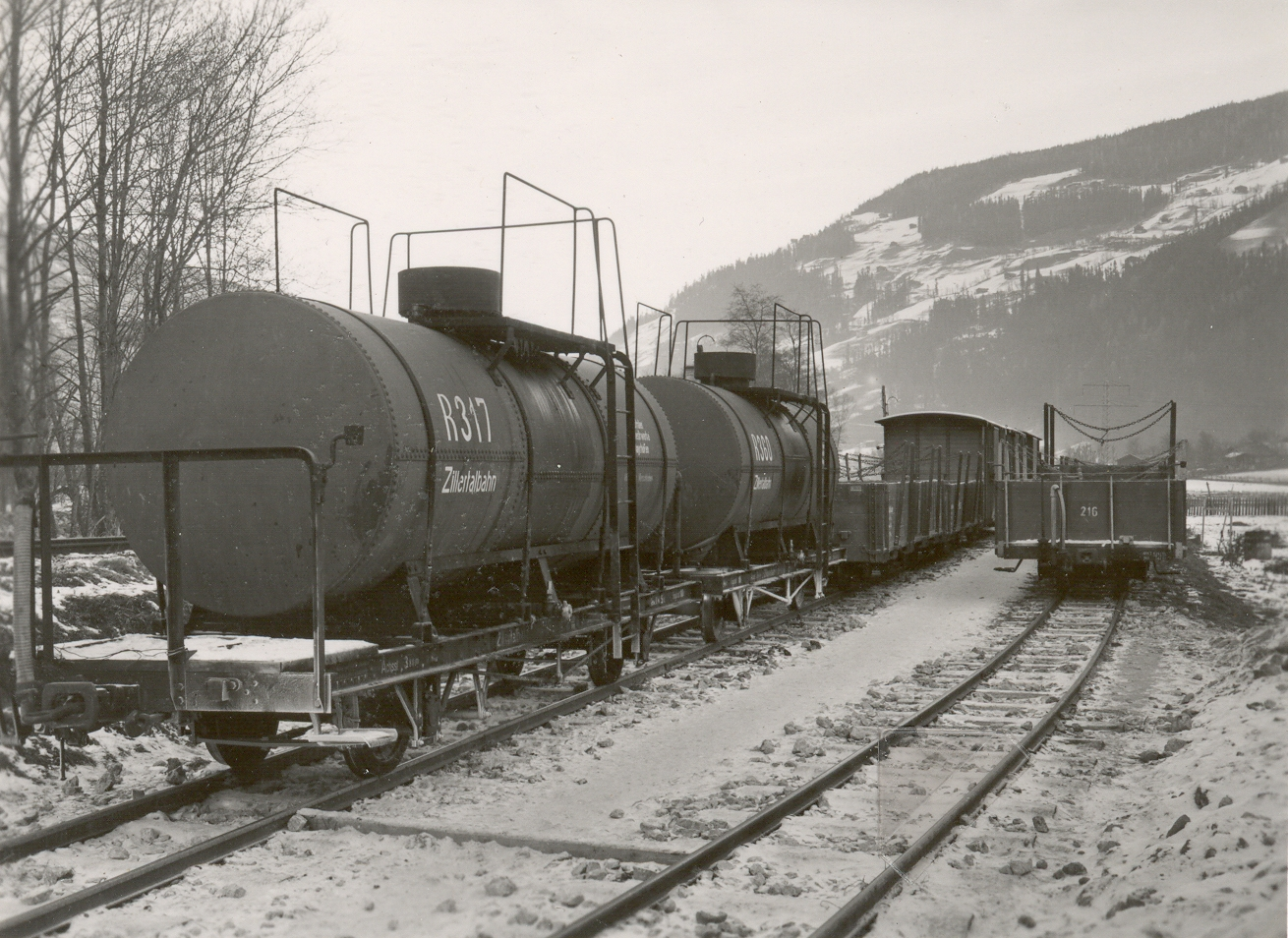
Verladestation in Bühel
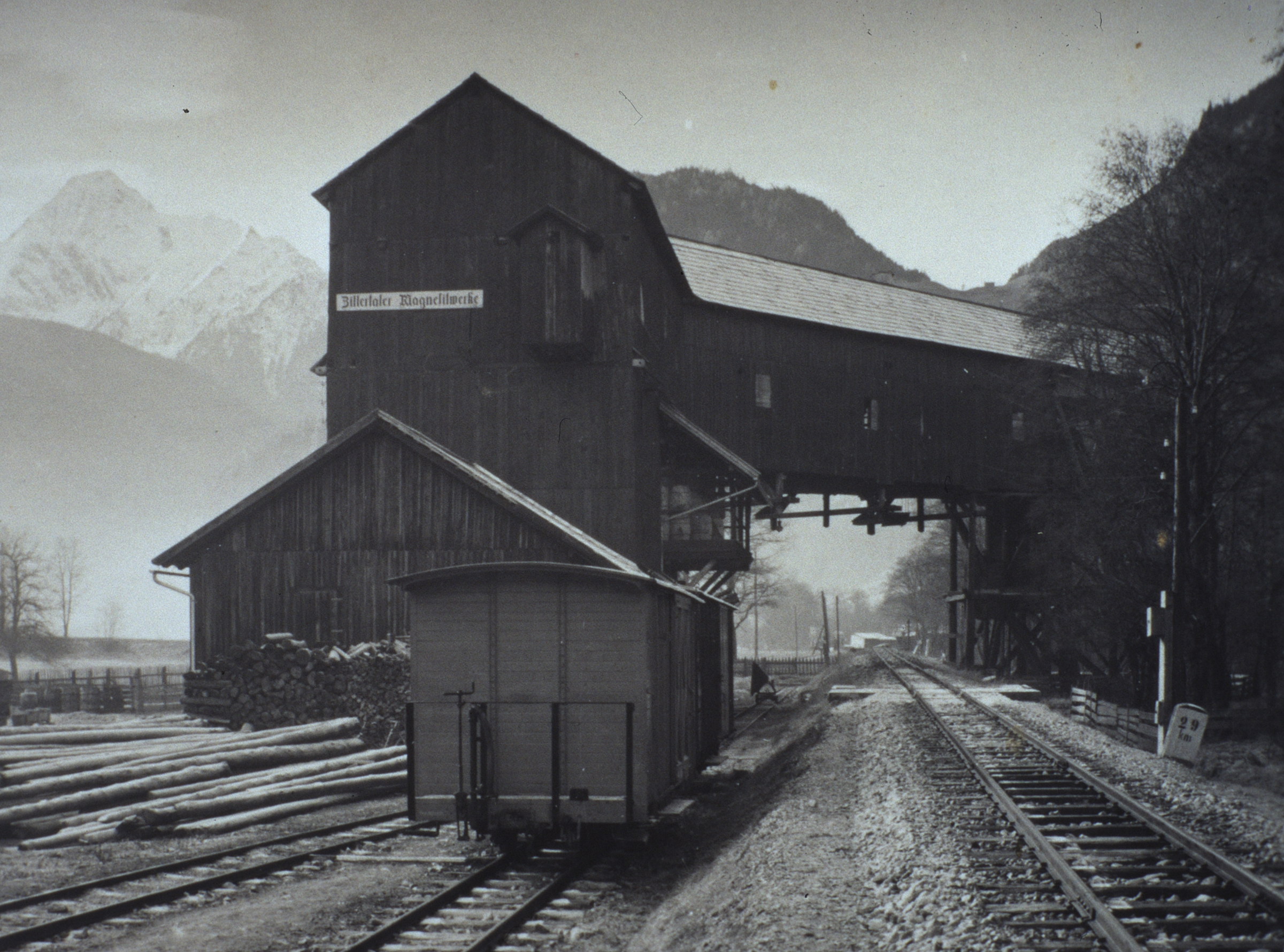
Verladestation in Bühel 1950
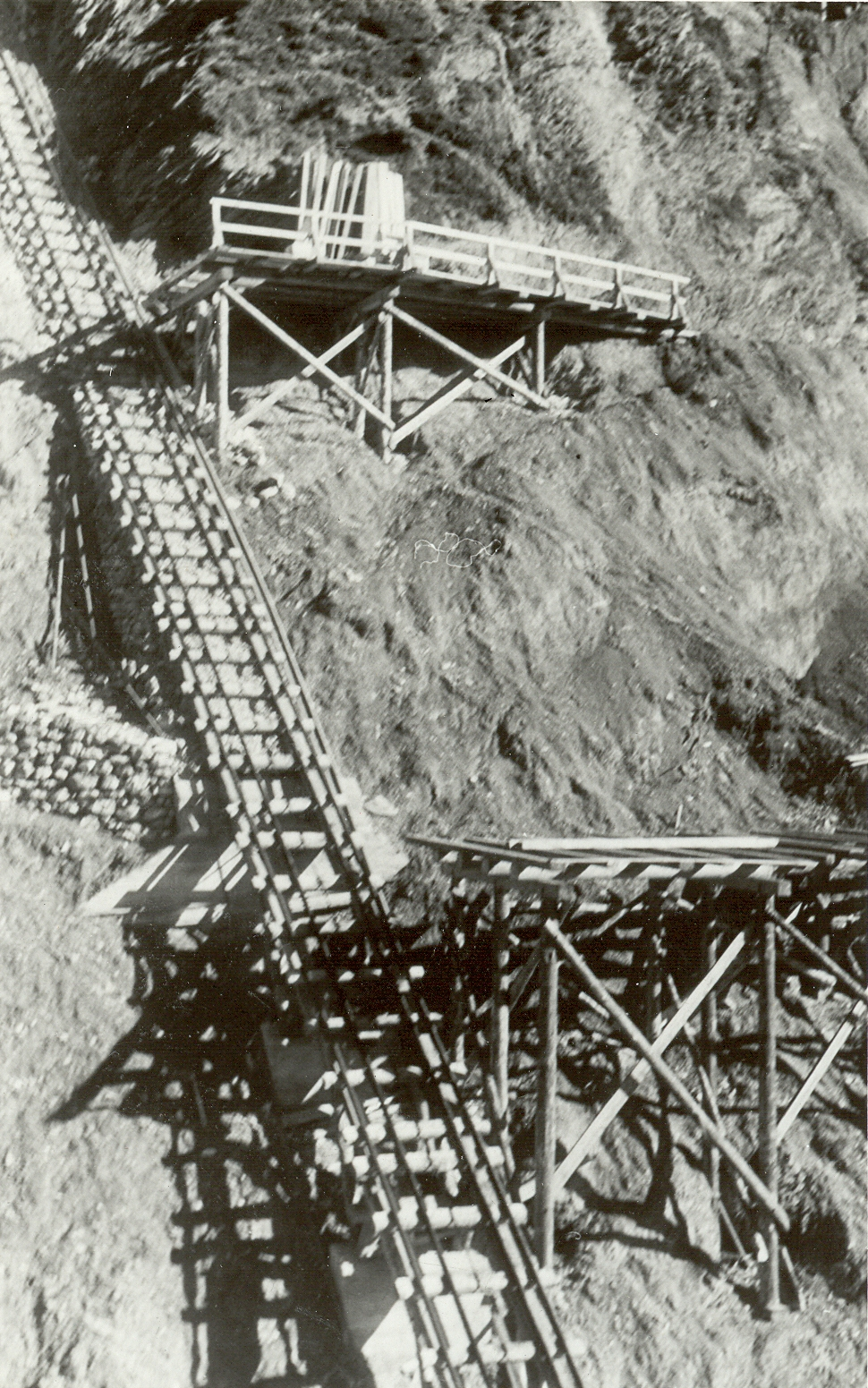
Bremsweg
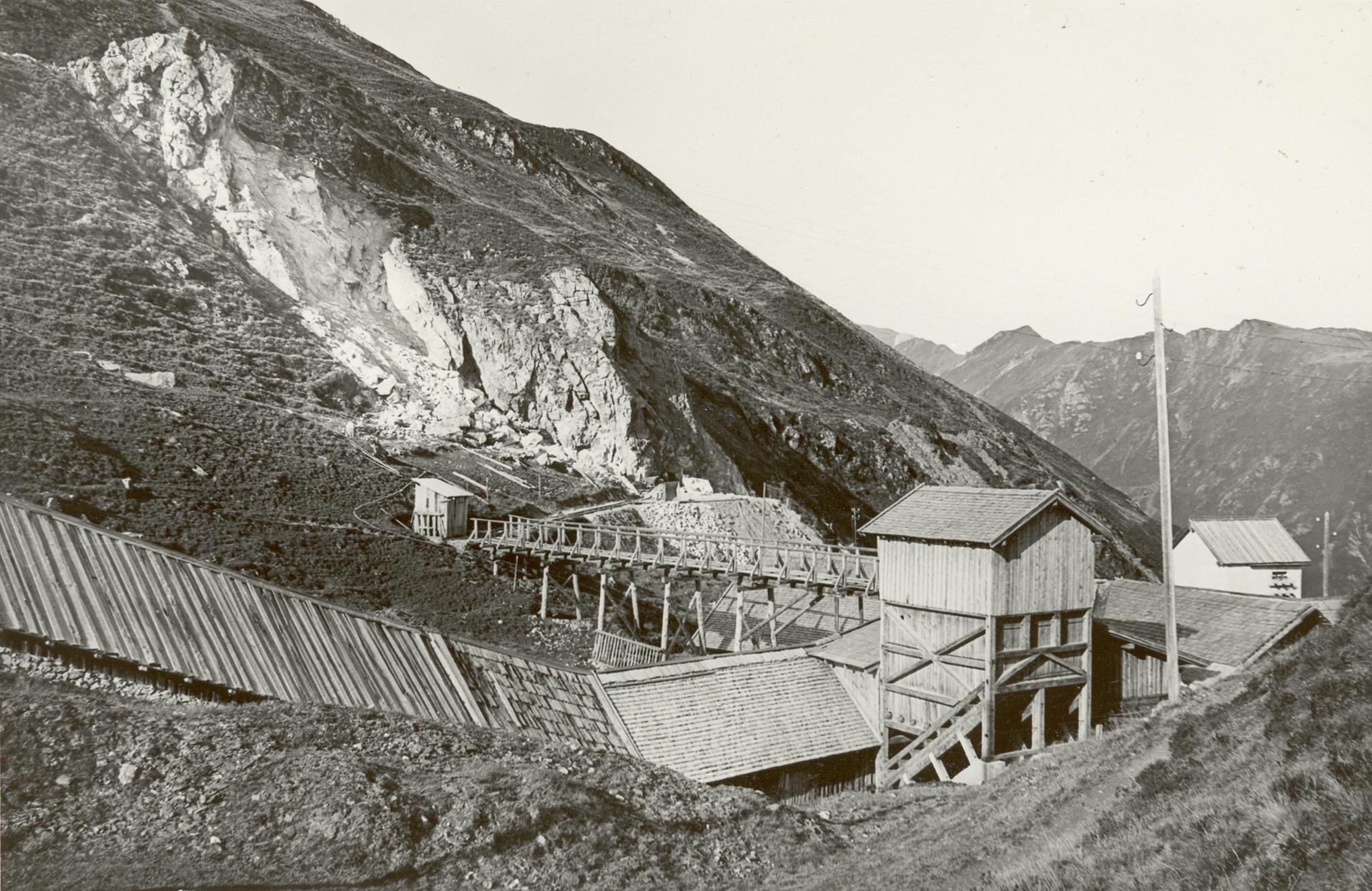
"Am Wangl"
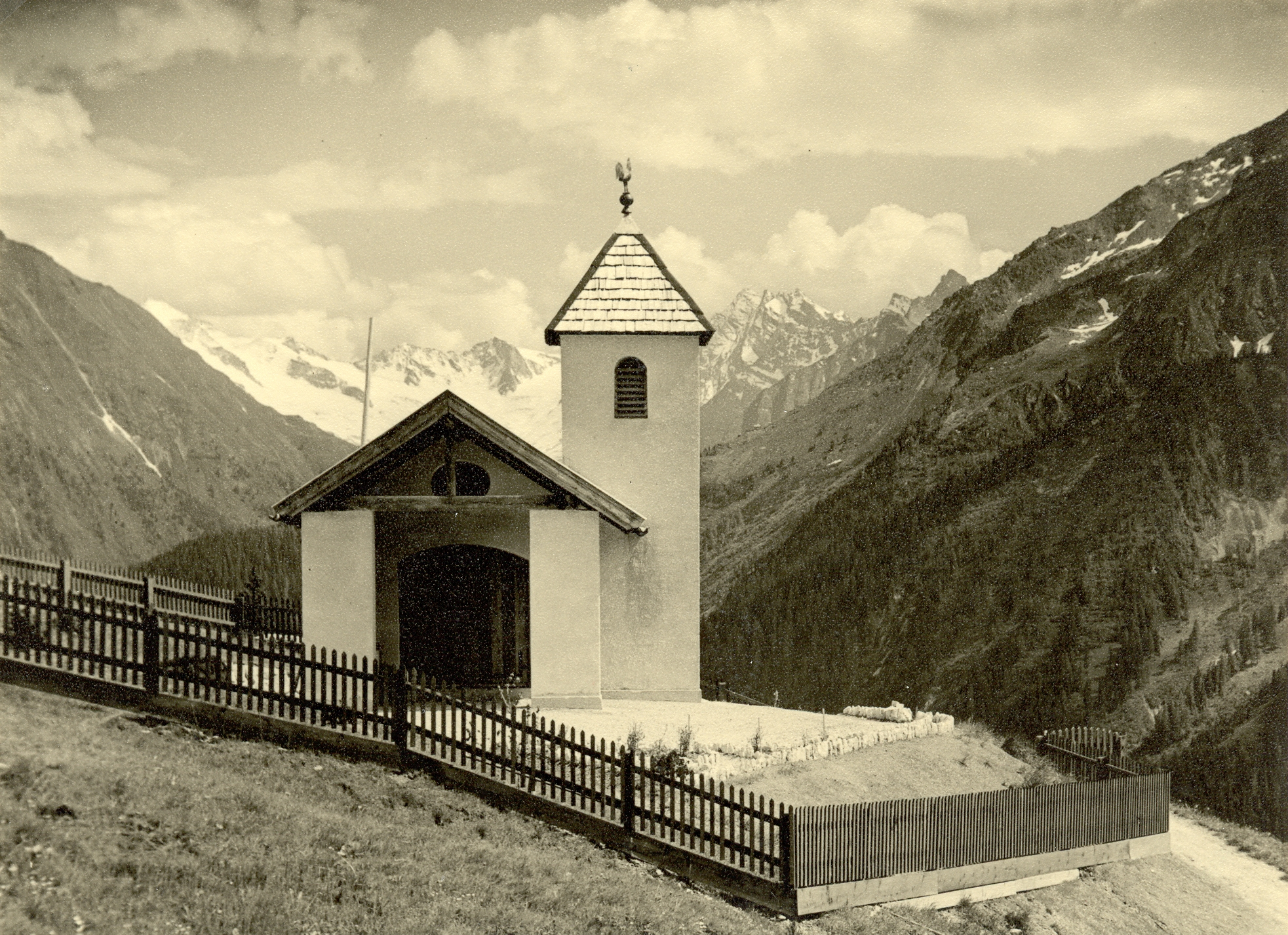
Die alte Barbarakapelle

## Produktion
Bis zur Betriebsschließung 1976 wurde etwa 800.000 Wolfram aus rund 1.480.000 Tonnen abgebautem Magnesit hergestellt.
| Jahr                               | Rohsteine  | Kaustermagnesit |
| ---------------------------------- | ---------- | --------------- |
| 1927                               | 4.276      | 950             |
| 1930                               | 13.080     | 6.220           |
| 1935                               | 30.987     | 8.924           |
| 1940                               | 33.727     | 13.063          |
| 1945                               | 9.466      | 1.486           |
| 1950                               | 32.008     | 20.363          |
| 1955                               | 55.624     | 31.550          |
| 1960                               | 70.066     | 41.616          |
| 1965                               | 74.513     | 42.657          |
| 1966                               | 77.724     | 47.204          |
| Gesamtproduktion von 1927 bis 1966 | 19.472.748 | 797.803         |

## Heute

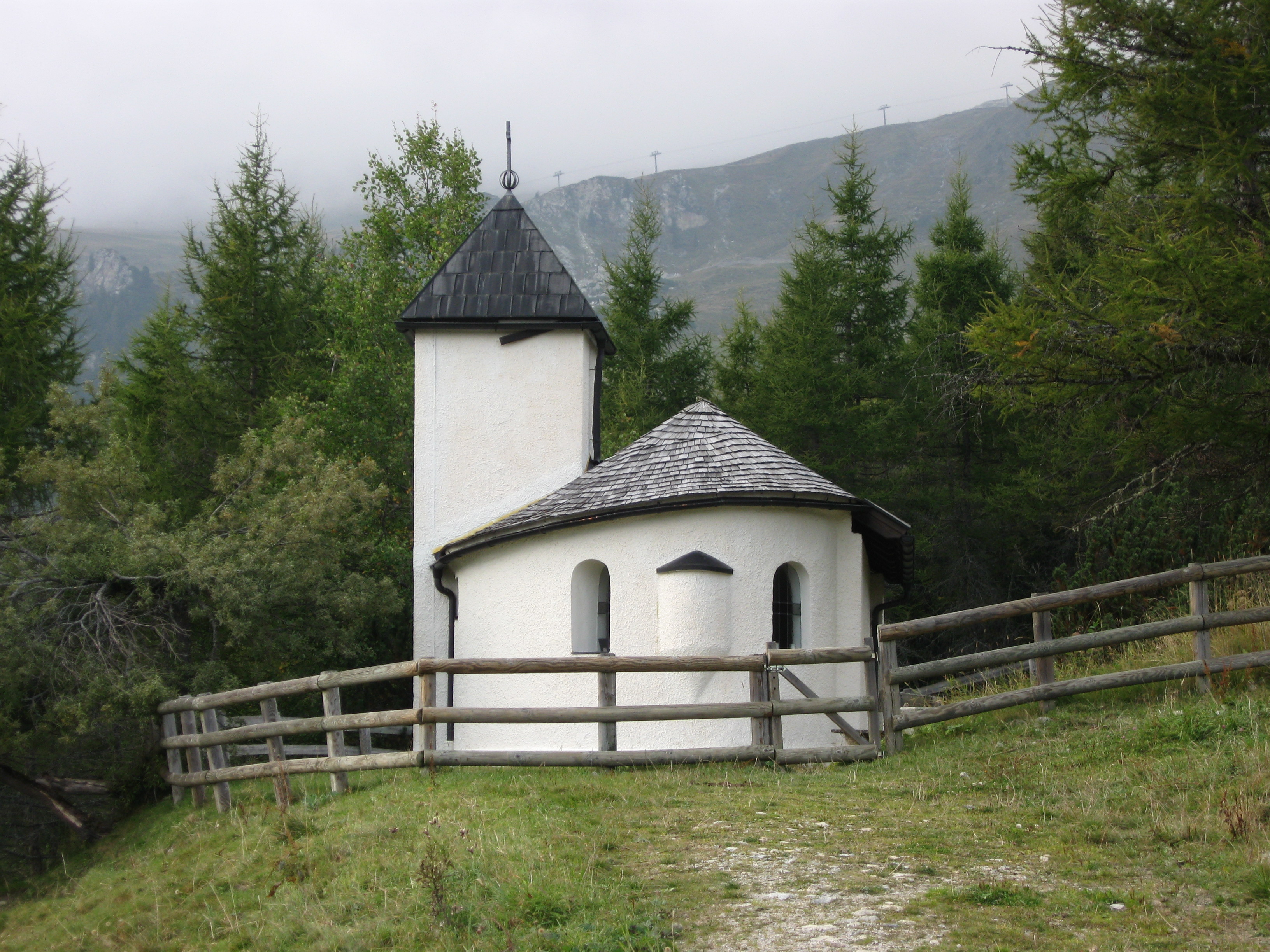
Die Barbarakapelle, eines der letzten Überbleibsel auf dem Areal des aufgelassenen Bergwerkes

Nachdem der Magnesitabbau eingestellt worden war, wurden die auf dem Bergwerksgelände errichteten Gebäude wieder komplett abgetragen und das gesamte Gelände später renaturiert. Ähnliches geschah mit der Werkssiedlung, hier blieben lediglich zwei ehemalige Wohnhäuser (die sogenannten Schrofenhäuser) und die Barbarakapelle erhalten. Darüber hinaus finden sich heute nur noch sehr vereinzelte Überreste im Gelände, die von der ehemaligen Existenz des Magnesitbergwerkes zeugen.
Auf einem Teilstück der Trasse der demontierten Materialseilbahn wurde später die Horbergbahn errichtet, die in das Schigebiet Zillertal 3000 hinaufführt. Zwischen den Stützen dieser knapp vier Kilometer langen Gondelbahn sind die Fundamentreste der ehemaligen Materialseilbahn heute noch erkennbar.

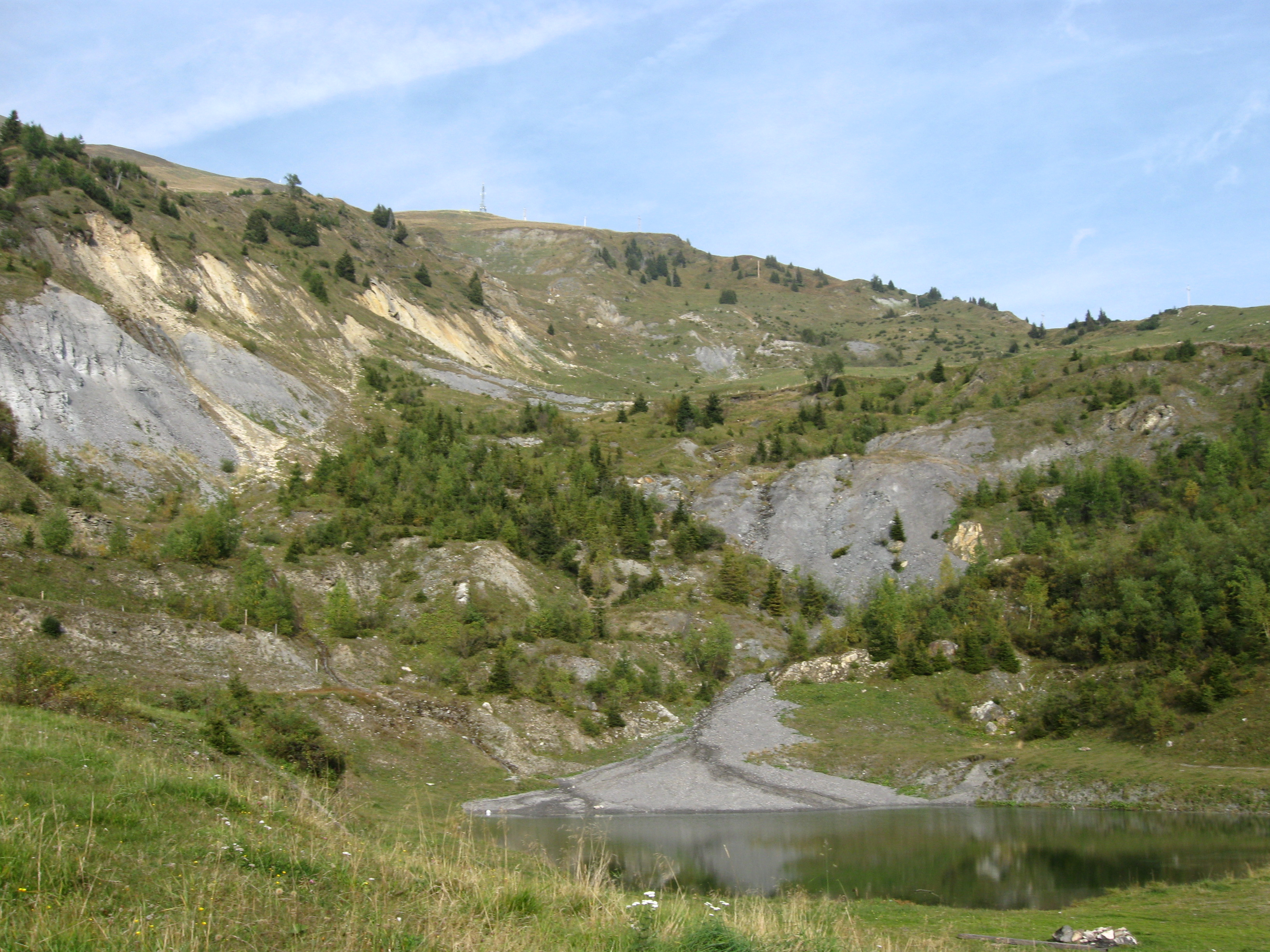
Das heute wieder vollständig renaturierte Areal
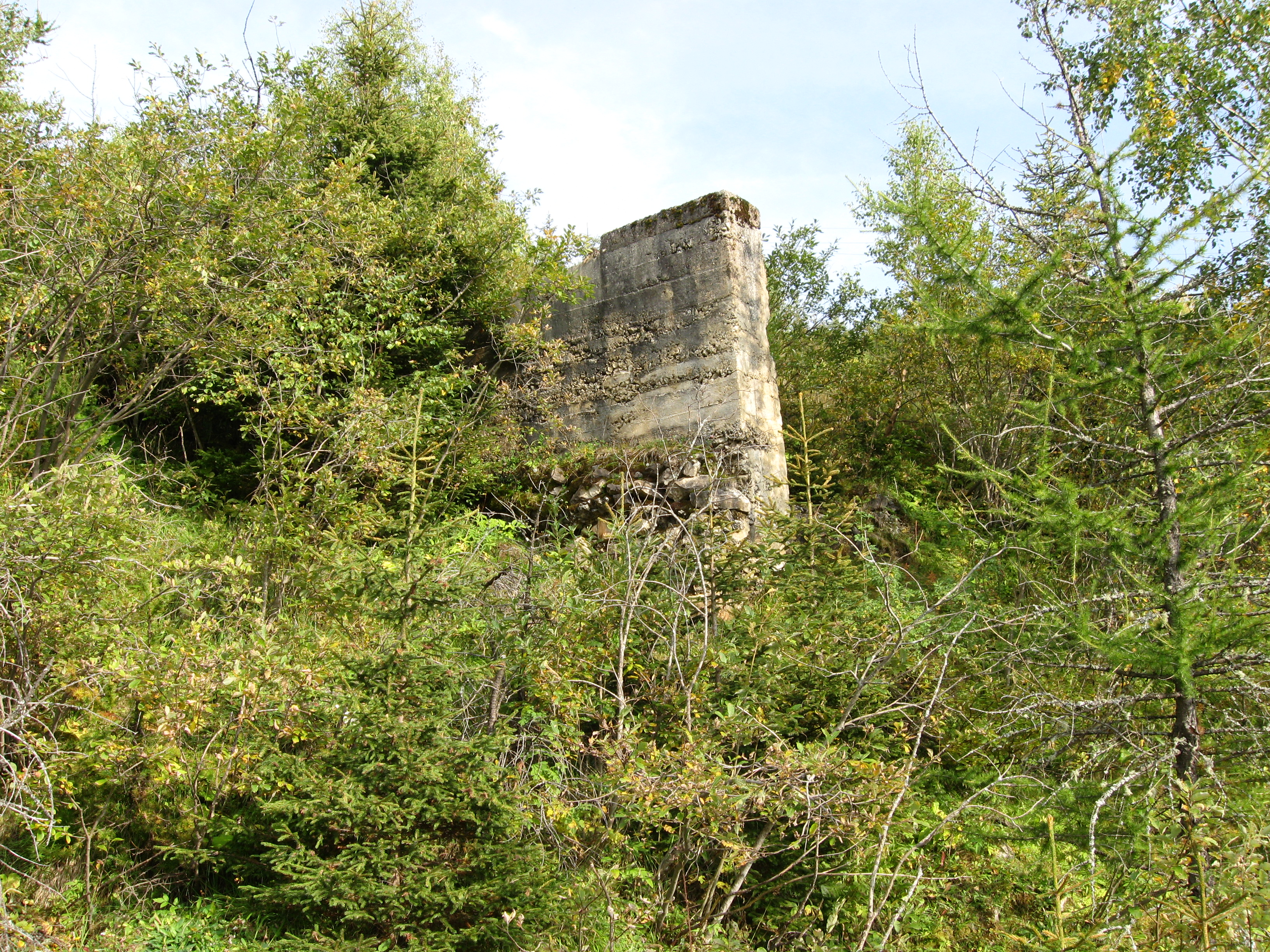
Einer der wenigen baulichen Überreste auf dem Bergwerksareal
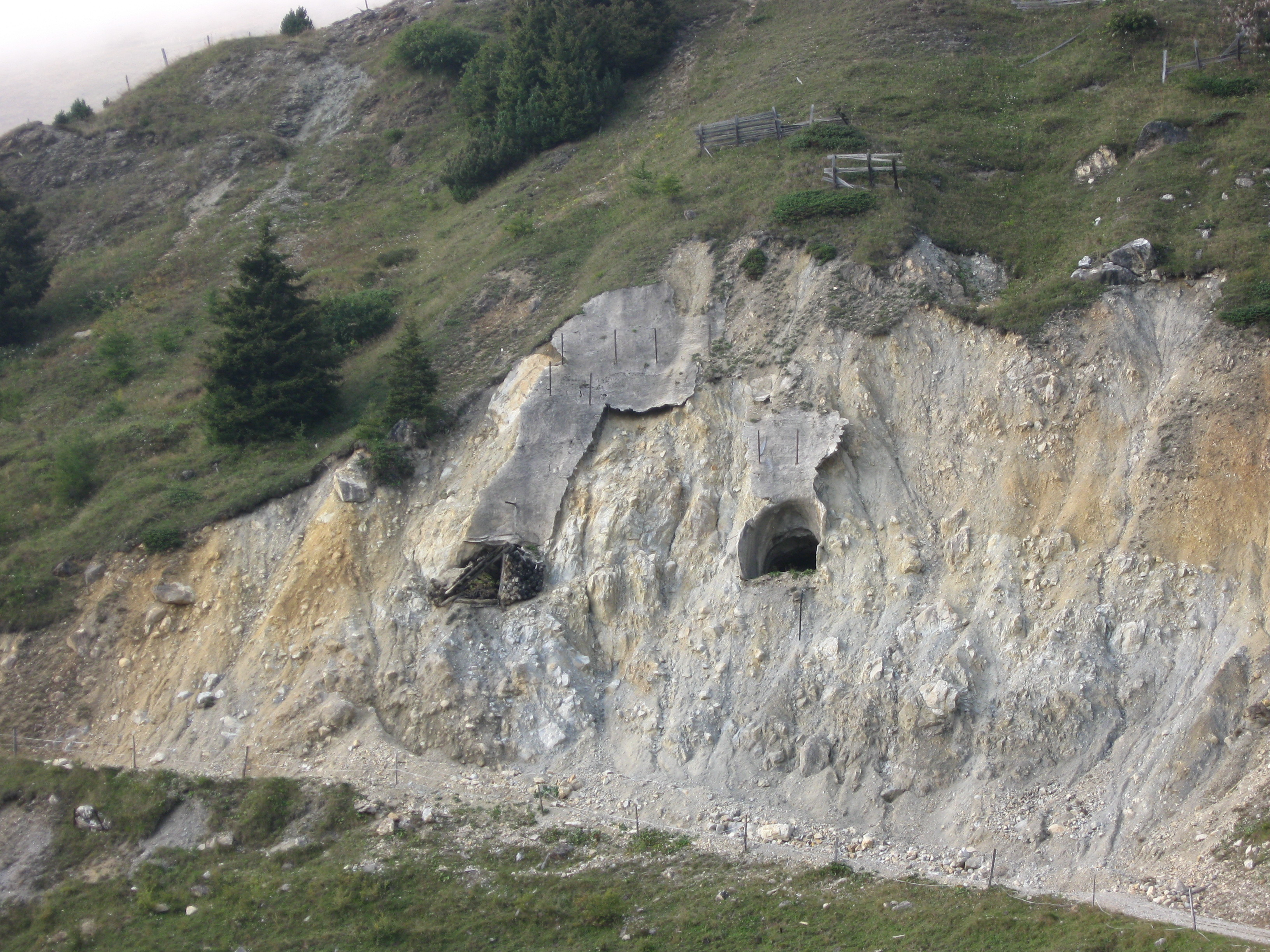
Freiliegende Stolleneingänge des aufgelassenen Bergwerkes